# 平田佐十郎
平田 佐十郎（ひらた さじゅうろう、1893年（明治26年） - 1918年（大正7年）11月11日）は、三重県四日市市出身の実業家。平田家の3代目当主である。2代目平田佐次郎の長男で、佐次郎から一旦平田家の家督を継承し、平田紡績の3代目社長も務めた。スペイン風邪の病死者である。

## 平田紡績家
2代目平田佐次郎とたきの長男として、三重県三重郡富洲原村の富田一色本町（現在の四日市市富田一色地区七軒本町）で出生した。祖父は、平田紡績創業者の初代平田佐次郎である。初代と2代目の親子2代で「平田佐次郎」を襲名していたが、3代目当主は「佐十郎」を名乗った。8男4女の12人兄弟であり、母親の平田たきは吉川家出身で、最後に平田佐貞などの双子の男子を出産をした際に体調が悪化して病死した。2代目佐次郎の後妻のしな子は1852年（嘉永5年）生まれである。
三弟は平田紡績の4代目社長で四日市市長の平田佐矩である。五弟は暁学園の創設者の宗村佐信（平田紡績番頭の宗村家に養子にいった）。七弟は大日本帝国陸軍軍人で芸術家の平田佐貞である。
甥には、平田紡績6代目社長である宗村完治、7代目社長代行の宗村明夫、暁学園3代目理事長の宗村南男、佐矩の長男の平田佐造。妹の嫁ぎ先が川越村（現在の三重郡川越町高松地区）の光倫寺の僧侶の横瀬家で、義弟に横瀬善賢。もう一人の妹の嫁いだ家は川越村（現在の三重郡川越町南福崎地区）の法雲寺僧侶家である。

## 経歴
学歴は、富洲原尋常小学校を経て、四日市商業学校（現在の三重県立四日市商業高等学校）の卒業である。
平田紡績の前身の平田商店は明治末期の明治40年代に入ると、ロシアやイギリス領への平田商店からの漁網の輸出をはじめ、1909年（明治42年）から1910年（明治43年）頃には、ロシア向けの伊勢湾沿いの富田地域・富洲原地域で生産される漁網の輸出が最盛期に達した頃には、綿糸網が小包として、平田商店から毎日約1000個の漁網が送り出されていた。
2代目平田佐次郎の後継者としてエリート教育を受け、平田商店に入社した。その後平田佐十郎が平田家の家業の平田商店を株式会社化して、「旭製網株式会社」となり、平田製網株式会社から平田紡績株式会社となった。妻のえまと結婚した。平田製網の発展のため、西洋諸国の優れた繊維生産技術・製網業を自ら学ぶべく、工業化の進んだドイツ帝国へ留学した。
帰国ののち、平田家の家督を継承し、平田紡績3代目社長に就任したが、富洲原にも広まっていたスペイン風邪に感染した。平田家は大金を払い、佐十郎は医師による治療を受けたが、1918年（大正7年）11月11日に24歳で病死した。子供は娘2人であり後継者の男子が無くて、妻の平田えまは未亡人として平田家に残った。平田家の家督は、桑名の堀家の養子として堀佐矩を名乗っていた三弟の平田佐矩が急遽継ぐことになった。
平田佐十郎は平田家の悲劇の当主として、平田家では初代佐次郎・2代目佐次郎と同格とされ、特別に佐十郎個人の墓が建立された。他の平田家の者は個人の墓を保有することが許されず、一族全員が同一の墓である。富洲原霊園の平田家の墓の西側から3番目に夫妻の墓があり、佐十郎の戒名が「慈照院西暁信士」、妻のえまの戒名が「浄教院誓国信女」と記されている。